# Boophis fayi
Boophis fayi is een kikker uit de familie gouden kikkers (Mantellidae). De soort werd voor het eerst wetenschappelijk beschreven door Jörn Köhler, Frank Glaw, Gonçalo Rosa, Philip-Sebastian Gehring, Maciej Pabijan, Franco Andreone en Miguel Vences in 2011. De soort behoort tot het geslacht Boophis. De soortaanduiding fayi is een eerbetoon aan Andreas Norbert Fay.
De kikker is endemisch in Madagaskar. De soort komt voor in het oosten van het eiland, zo ook in de subtropische bossen van Madagaskar.
Het mannelijke holotype had een lengte van 33,9 millimeter. Er zijn in totaal 5 exemplaren gemeten die een lengte hadden tussen de 30,7 en 42,0 millimeter.